# Ошин од Јерменије
Ошин (1282 — 20. јул 1320) је био краљ јерменског краљевства Киликије, владао је од 1307. до 1320. Био је члан династије Хетумида, син краља Лава II, краља Јерменије и краљице Керан.
Ошин је постао краљ након убиства његовог синовца краља Лава III и брата краља Хетума II на гозби по наређењу монголског генерала Биларгуа. Подржао га је монголски кан Илканата Олџеиту, који је наредио погубљење генерала Биларгуа као одговор за њихова убиства. Ошин је потом преузео престо Киликијске Јерменије и започео своју владавину подигавши војску и протеравши Монголе. Учинио је то као освету за убиство свог синовца и брата од стране монголског генералног гувернера Киликије, Биларгуа. Монголски генерал Биларгу, задужен за монголски гарнизон у Киликији и побожни муслиман, показао је намеру да изгради џамију у престоници Сису. Краљ Хетум II се у писму пожалио кану Олџеиту (1304-1316). Дана 17. новембра 1307. године, Биларгу је позвао намесника и краља у свој логор близу Аназарбуса и наредио је њихово погубљење са њиховом пратњом. Ошин је одмах кренуо против Биларгуа и победио га, приморавши га да напусти Киликију. Он је крунисан за краља и подржан од кана Олџеитуа, који је због овог злочина наредио погубљење Биларгуа. Кан Олџеиту је тада подржао Ошина да постане краљ Киликијске Јерменије и Ошин је крунисан и преузима престо.
Као и његов брат краљ Хетум II, краљ Ошин је фаворизовао унију јерменске и римске цркве, што је изазвало велико народно незадовољство. Уједињење ових цркава било је предуслов за добијање помоћи од Европе, али и питање огромног народног незадовољства јер су католичке крсташке државе раније биле умешане у бројне смртоносне пограничне сукобе са јерменском краљевином Киликијом. Без обзира на то, краљ Ошин је апеловао на хришћанску Европу током његове владавине, јерменским краљевством Киликије да заштити његове регионе од муслиманског мамелучког царства и Илканата. Монголи више нису били поуздан савезник јер су и сами били ослабљени због сталних ратова са Мамелуцима и сукоба унутар државе. Године 1309. наредио је погубљење стрица своје жене Ошина, маршала Јерменије због убиства његовог брата краља Тороса III.
Његова сестра Изабела од Јерменије удала се за Амалрика од Тира, а када је Амалрик узурпирао престо Кипра од свог брата краља Анрија II Кипарског, Анрија II је у Јерменији држао Ошин. Међутим, пуштен је и враћен на Кипар након убиства Амалрика 1310. године.
Ошин се женио три пута:
- Прво својом рођаком, Изабелом од Корикоса, имали су једног сина, краља Лава IV (рођеног 1309. године).[1] Умрла је 1310. године.
- Други пут Изабелом од Лизињана, ћерка кипарског краља Хуга III и удовица Константина од Негира, господара Партзерперта. Краљ Ошин се од ње развео пре 1316. године. Изабела је умрла 1319. године.
- Трећи пут Жана Тарантска, фебруара 1316. године, у Тарсу.[1] Са њом је имала једног сина Ђорђа (1317 – после 1323).

Након његове смрти 20. јула 1320. године, краља Ошина је наследио његов малолетни син краљ Лав IV (понекад називан краљ Лав V). У народу се веровало да је краља Ошина отровао његов рођак (и зет) Ошин од Корикоса. 